# Naujene (stacja kolejowa)
Naujene (ros. Науене) – stacja kolejowa w miejscowości Dunski, w gminie Augšdaugava, na Łotwie. Położona jest na linii Witebsk - Dyneburg.
Stacja została otwarta w XIX w. na drodze żelaznej dynebursko-witebskiej, pomiędzy stacjami Dyneburg i Malinówka. Początkowo nosiła nazwę Josifowo, od pobliskich dóbr Józefowo. Obecna nazwa pochodzi od pobliskiej wsi Naujene.